# Манфред Фурман
Манфред Фурман (на немски: Manfred Fuhrmann) е германски професор по класическа филология.

## Биография
Роден е на 23 юни 1925 г. в Хадисен край Детмолд, Германия, син на лекар. Започва следването си във Фрайбург и Лайден – класическа филология, право, философия и теология, въпреки че голямото му желание първоначално е да следва музика. През 1953 г. защитава доктората си по класическа филология в университета на Фрайбург, последван веднага от хабилитация. През 1962 г. Фурман приема преподавателското кресло в университета на Кил, а през 1966 г. се премества в новоучредения университет в Констанц, където остава до пенсионирането си през 1990 г. Междувременно е член на Хайделбергската Академия на науките и на Кралската академия на изкуствата и науките на Нидерландия. По-късно университетът във Фрайбург обявява Фурман за свой почетен доктор по право.
От 1964 г. взема дейно участие в симпозиумите на изследователската група „Поетика и херменевтика“.
Умира на 12 януари 2005 г. в Юберлинген на брега на Бодензе. Негов наследник в Констанц е Райнхарт Херцог.

## Приноси и признание
Фурман е признат като един от най-утвърдените германски филолози. Той е не само преподавател и изследовател, но и преводач на класически текстове от старогръцки и латински на немски език. На първо място на него принадлежат преводите на всички речи на Цицерон. За тези преводи Фурман през 1990 г. получава наградата „Йохан Хайнрих Фос“ на Немската академия за език и поезия. Сред другите превеждани от него автори са Хораций, Аристотел и Платон.
Фурман е и идеолог на образованието. В книгата си „Образованието. Културната идентичност на Европа“ (Bildung. Europas kulturelle Identität) той критикува образователната система, поставяща природните науки като по-важни от филологията, историята и музиката.

## По-важни произведения
- 1960 Das systematische Lehrbuch – Ein Beitrag zur Geschichte der Wissenschaft in der Antike.
- 1969 Die Antike und ihre Vermittler.
- 1971 Terror und Spiel – Probleme der Mythenrezeption.
- 1976 Alte Sprachen in der Krise?
- 1984 Die antike Rhetorik. (4 изд. 1995, ISBN 3-7608-1304-6).
- 1986 Platon: Apologie des Sokrates. Reclam. 1986.
- 1989 Cicero und die römische Republik. (5 изд. 2011, ISBN 978-3-538-07324-1).
- 1992 Die Dichtungstheorie der Antike.
- 1994 Rom in der Spätantike: Porträt einer Epoche. Artemis & Winkler, Zürich. ISBN 3-7608-1088-8.
- 1994 Aristoteles: Poetik. Reclam. 1994.
- 1995 Europas fremd gewordene Fundamente. ISBN 3-7608-1122-1.
- 1997 Seneca und Kaiser Nero. Eine Biographie. ISBN 3-8286-0012-3.
- 1998 Cicero: Die catilinarischen Reden. Artemis & Winkler. 1998.
- 1999 Geschichte der römischen Literatur. Reclam. 2005.
- 1999 Der europäische Bildungskanon.
- 2001 Latein und Europa. Geschichte des gelehrten Unterrichts in Deutschland von Friedrich dem Großen bis Wilhelm II. Die fremdgewordenen Fundamente unserer Bildung. 2. изд, DuMont Verlag, Köln 2005. ISBN 3-7701-5605-6.
- 2002 Bildung – Europas kulturelle Identität. Reclam Universal-Bibliothek 18182. Reclam, Stuttgart 2002. ISBN 3-15-018182-8.
- 2005 Geschichte der römischen Literatur. Reclam Universal-Bibliothek 17658. Reclam, Stuttgart 2005. ISBN 3-15-017658-1.